# Bá quốc Luxembourg

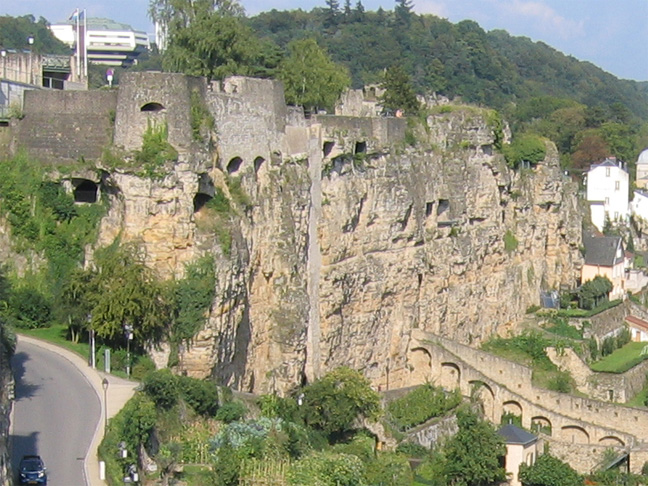
Bock Fiels, Luxembourg

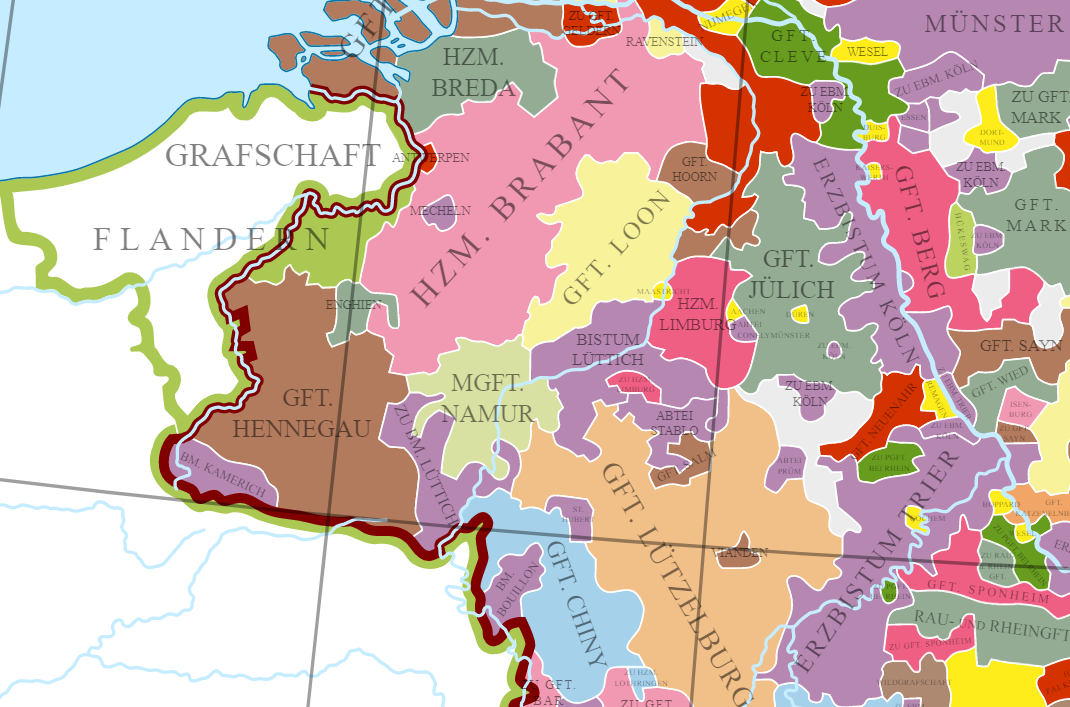
Lãnh thổ Lützelburg (màu cam) khoảng 1250

Bá quốc Luxemburg (tiếng Luxembourg: Grofschaft Lëtzebuerg; tiếng Đức: Grafschaft Luxemburg; tiếng Pháp: Comté de Luxembourg) là một lãnh thổ bá quốc thuộc Đế quốc La Mã Thần thánh, nó được hình thành trên vùng đất mà trung tâm là lâu đài Lucilinburhuc ("Pháo đài nhỏ") từ thời Trung cổ, hiện nay là Thành phố Luxembourg. Ban đầu vùng đất này được Siegfried, Bá tước của Ardennes mua lại vào năm 963. Từ thế kỷ XI trở đi, Hậu duệ của ông thuộc Nhà Ardenne–Luxembourg bắt đầu tự gọi mình là Bá tước Luxembourg. Nhà Luxembourg, một nhánh của Công tước Limburg, đã trở thành một trong những lực lượng chính trị quan trọng nhất của thế kỷ XIV, cạnh tranh với Nhà Habsburg để giành quyền thống trị ở Trung Âu.

## Lịch sử
Khu vực lịch sử của Luxembourg đã được các bộ lạc Người Celtic định cư vào thế kỷ II. Trong các cuộc Chiến tranh xứ Gallia diễn ra từ năm 58 đến 51 Trcn, Julius Caesar đã chinh phục và sáp nhập vùng đất này vào tỉnh Germania Inferior của Đế quốc La Mã. Sau cuộc xâm lược của Người Frank từ phía Đông trong Thời kỳ Di cư vào thế kỷ thứ V, khu vực Luxembourg trở thành một phần của Francia và Đế chế Carolingian. Năm 843, Luxembourg trở thành một phần của Trung Francia (Hiệp ước Verdun), sau đó là Lotharingia vào năm 855 (Hiệp ước Prüm) và cuối cùng là thuộc về Thượng Lorraine vào năm 959. Kể từ năm 925, nó thuộc về Đông Francia, tiền thân của Vương quốc Đức và Đế chế La Mã Thần thánh, phần lớn lãnh thổ do Tu viện Echternach nắm giữ.